# 夜のちょうちょと同居計画!
『夜のちょうちょと同居計画!』（よるのちょうちょとどうきょけいかく!）は、菱田愛日による日本のライトノベル。イラストはさんた茉莉が担当している。電撃文庫（アスキー・メディアワークス）より、2011年5月から2012年2月まで刊行された。本著の刊行に先駆けて2011年4月10日に発売された『電撃文庫MAGAZINEVol.19』にて一部先行公開された。

## あらすじ
「第三次世界金融危機」という未曾有の大不況により貧富格差が激しくなった日本で、学生が職業を持つ「自立都市」という特殊教育機関に入学した黒部奈斗は学校側から「キャバクラのボーイ」という仕事を割り振られ、新人キャバ嬢として同じ店に割り振られた同級生の女の子3人のマネージャーを任され同じ家で共同生活を強いられることになる。

## 舞台設定
自立都市
世界的大不況の影響で経済格差が二極化し、世界への影響力も無くなり、大不況以前からの食料自給率の低さも災いし、様々な問題に見舞われた日本。2011年に政府がこれらの問題の解決を計る為に立ち上げた超巨大プロジェクト『低年齢型自立教育都市プロジェクト』により15歳〜22歳までの学生を人里離れた要塞都市に集め、自給自足の自立生活を行なわせている。
自立都市には「中央特区」と呼ばれる都市を中心に路面電車が走っており、東から時計回りに「上野」「渋谷」「新宿」「池袋」の4つの駅が存在している。自立都市には1学年1万人の計7万人の学生が生活しており、高校が12校と大学が8校設置されている。
学生は入学後に様々な適性検査を受けさせられ、職業が決定される。また、一度決定した職業は変更することが出来ず、入学前にその旨を記載された承諾書にサインしなければ入学することが出来ない。
尚、自立都市で生活している学生は未成年であっても成人として扱われ、飲酒喫煙も合法であり、罪に問われる事はない。
Club Butterfly
「自立都市」に存在するキャバクラ。奈斗や瑠花が配属されたお店であり「自立都市」に数店舗あるグループ店である。平社員は「蝶ネクタイ」、マネージャーは「クロスタイ」、フロアマネージャー以上は「ネクタイ」と階級によってタイの種類が変わっていく。
店内恋愛は一切禁止で破ると罰則がある。

## 登場人物

### 主要人物
黒部 奈斗（くろべ ないと）
本作の主人公。定食屋の息子で家が貧乏の為、自分の意思で「自立都市」に来た。15歳の高校1年生。適性検査の結果キャバクラ『Club Butterfly』のボーイ業務に割り振られる。
宮ヶ瀬 瑠花（みやがせ るか）
本作のメインヒロインで奈斗のクラスメイト。かなりの美少女だが自信家で我侭な性格。祖父は宮ヶ瀬コーポレーションという大企業の社長というお嬢様であるが、祖父から「一族の恥」と言われ、祖父の会社の取引先の御曹司と結婚させられそうになり自立都市に逃げてきたという経緯を持つ。
二風谷 真琴（にぶたに まこと）
キャバクラ『Club Butterfly』の新人キャバ嬢。15歳。童顔で身長が低く、笑顔の可愛い女の子だが本性はかなり黒く、男性の前では猫を被っている。
畑薙 彩香（はたなぎ あやか）
キャバクラ『Club Butterfly』の新人キャバ嬢。15歳。外見は大人っぽく大学生と見紛う容姿をしている。

### その他
佐久間 二郎（さくま じろう）
奈斗や瑠花のクラスメイト。奈斗とすぐに仲良くなった親友。ラーメン屋に配属された。
長島 良太（ながしま りょうた）
奈斗や瑠花のクラスメイトで瑠花に一目惚れした少年。パティシエとして洋菓子店に配属された。
草木 栄之助（くさき えいのすけ）
教員生活45年を誇るベテラン教師。67歳。教え子からは「草爺」と呼ばれている。
深城 洋司（ふかしろ ようじ）
キャバクラ『Club Butterfly』のマネージャーで奈斗の教育係。外見とは異なり頼りになる優しい先輩。
矢木沢 美咲子（やぎさわ みさこ）
洋司の同期で新人3人の教育係。新人時代に店から逃げ出した経験がある。

## 既刊一覧
- 菱田愛日（著）・さんた茉莉（イラスト）、アスキー・メディアワークス〈電撃文庫〉、全3巻
  - 『夜のちょうちょと同居計画！』、2011年5月10日初版発行（同日発売[1]）、ISBN 978-4-04-870496-0
  - 『夜のちょうちょと同居計画！2』、2011年9月10日初版発行（同日発売[2]）、 ISBN 978-4-04-870750-3
  - 『夜のちょうちょと同居計画！3』、2012年2月10日初版発行（同日発売[3]）、 ISBN 978-4-04-886342-1